# Pippa Bacca
Pippa Bacca, pseudonimo di Giuseppina Pasqualino di Marineo (Paderno Dugnano, 9 dicembre 1974 – Gebze, 31 marzo 2008), è stata un'artista italiana.

## Biografia
Pippa Bacca apparteneva a una nobile famiglia, alla quale era stato riconosciuto durante il Regno d'Italia il titolo nobiliare di Patrizio di Bari, trasmissibile a tutti i maschi. Era figlia di Guido e della prima moglie Elena Manzoni (i genitori divorziarono nel 1986).
Nipote quindi di Piero Manzoni da parte di madre (Elena Manzoni, sorella dell'artista), aveva intrapreso, fin dal 1997, la strada dell'arte performativa.
Il filo conduttore della sua arte è la trasformazione degli oggetti in altri oggetti, generalmente con il semplice uso delle forbici: ad esempio, le foto delle persone che le hanno dato un passaggio in macchina vengono ritagliate fino ad assumere la forma di un mezzo di trasporto; l'uncinetto viene usato per creare lavori a maglia con forme falliche o sessualmente allusive; l'opera Surgical mutations ("Mutazioni chirurgiche") è costituita da foglie raccolte in un bosco e ritagliate in modo da trasformarle in foglie di altre specie vegetali.
Durante la performance Sposa in Viaggio, dopo aver chiesto un passaggio in autostop nei dintorni di Gebze, in Turchia, l'artista venne brutalmente assassinata il 31 marzo 2008. Per l'omicidio di Pippa Bacca è stato condannato in via definitiva a 30 anni di reclusione dalla Corte di cassazione turca Murat Karataş.

### Morte e reazioni pubbliche
Pippa Bacca è morta tragicamente durante la performance itinerante Spose in viaggio, con cui si proponeva di attraversare, in autostop, 11 paesi teatro di conflitti armati, vestendo un abito da sposa, per promuovere la pace e la fiducia nel prossimo.
Il viaggio, la cui meta era Gerusalemme, era stato intrapreso insieme a un'altra artista, Silvia Moro, anch'essa in vestito da sposa, ed era iniziato a Milano, l'8 marzo 2008 (Giornata internazionale della donna). Dopo aver attraversato Slovenia, Croazia, Bosnia-Erzegovina e Bulgaria, Pippa e la sua compagna di viaggio arrivarono in Turchia il 20 marzo. Secondo il programma, le due avrebbero poi dovuto continuare attraverso Siria, Libano, Giordania, Cisgiordania e Israele, con arrivo a Gerusalemme per la metà di aprile.
Nel corso del viaggio, però, dopo essersi separata a Istanbul dalla compagna, con cui prevedeva di rincontrarsi dopo pochi giorni a Beirut, il 31 marzo 2008 Pippa Bacca fu violentata e uccisa a Gebze, da un uomo che le aveva dato un passaggio. La sua scomparsa era stata subito segnalata e le ricerche, immediatamente messe in atto, portarono alla scoperta del suo corpo l'11 aprile successivo. Il responsabile del suo assassinio, il trentottenne Murat Karataş, fu individuato per aver fatto uso del cellulare della vittima.
Pippa Bacca aveva al suo attivo diverse mostre personali e collettive.
L'assassinio di Pippa Bacca ha scosso l'opinione pubblica italiana, ma ancor di più quella turca. Numerosi quotidiani sono usciti con titoli anche in italiano: "Perdonaci Pippa", "Siamo molto addolorati". Lo stesso Erdoğan, primo ministro turco, ha espresso la propria partecipazione, dicendosi "profondamente rattristato" per il delitto e affermando di "non poter trovare le parole adatte per descrivere questo brutale omicidio", a proposito del quale ha ribadito l'impegno della giustizia turca a punire il colpevole. In precedenza lo stesso presidente della Repubblica turca, Abdullah Gül, e il ministro della cultura Ertuğrul Günay avevano fatto pervenire all'ambasciatore italiano ad Ankara e alla famiglia il proprio rincrescimento e cordoglio.
Da più parti il tragico avvenimento è stato messo in relazione con altri delitti e con tematiche interne della Turchia, riaprendo il dibattito sulla violenza contro le donne, sulle spietate tradizioni ancestrali e l'asserito «disinteresse della giustizia e della società».
Uno dei principali quotidiani del paese ha addirittura proposto che un'artista turca riprenda — in abito bianco e pur consapevole dei pericoli — il viaggio interrotto di Pippa Bacca, trasformandolo in una "marcia della libertà" delle donne turche.
I funerali, celebrati il 19 aprile 2008 nella basilica di San Simpliciano, con la partecipazione di una grande folla (circa duemila persone), sono stati organizzati a spese del Comune di Milano. Erano presenti diverse autorità: la sindaca di Milano, Letizia Moratti, che ha espresso l'intenzione di onorarne la memoria con un Ambrogino d'oro (mai concesso dal consiglio comunale), il console turco Vefik Fenmen, la ministra per le pari opportunità, Barbara Pollastrini, oltre ad assessori, consiglieri comunali e al sindaco di una municipalità di Istanbul.
Il responsabile dell'omicidio di Pippa Bacca è stato condannato definitivamente a 30 anni di carcere dalla Cassazione turca nell'aprile 2012.
Il 1º febbraio 2020 le viene dedicato, in contemporanea con l'inaugurazione della casa degli artisti in corso Garibaldi a Milano, il giardino Pippa come esempio di pace e libertà.

## Film
Un documentario, La Mariée (La Sposa), sulla storia di Pippa Bacca, è stato diretto dal regista Joël Curtz nel 2012. Questo documentario presenta gli archivi video della sua macchina da presa che il team cinematografico ha recuperato durante le riprese del film.. Il film è stato trasmesso più volte in RAI, Magazzini Einstein..
L'8 marzo 2020 è uscito il documentario di Simone Manetti Sono innamorato di Pippa Bacca.

## Citazioni e omaggi
- Il 13 luglio 2008, l’associazione culturale caARTEiv di Millesimo (SV) ha dedicato la premiazione letteraria e mostra degli artisti all’artista Pippa Bacca e alla Pace nel mondo. [23]
- Nel luglio del 2010 Loris Zecchini dedica a Pippa Bacca il romanzo Crociera, edito da Arduino Sacco Editore.
- Nel 2011 la cantante Nadia Impalà omaggia Pippa col brano "Correndo con le forbici in mano", performando vestita da sposa durante il festival di Sanremo, attesa da vari giornalisti turchi e italiani, radio e TV per raccontarne la storia. Il videoclip del brano inizia proprio da casa di Pippa Bacca grazie al supporto della famiglia.
- Nel 2013 Malika Ayane ha omaggiato l'artista Pippa Bacca e la performance che le è costata la vita col video della canzone "E se poi", girato dal marito Federico Brugia.
- Nel maggio del 2013 il gruppo musicale Radiodervish pubblica l'album Human, la prima traccia del quale, Velo di sposa, è in memoria di Pippa Bacca.
- Nel 2014 Bompiani pubblica La sposa di Mauro Covacich, il cui titolo e primo racconto sono dedicati all'ultima performance di Pippa Bacca. L'anno seguente il libro si classificherà secondo al Premio Strega.
- Nel 2015 esce il romanzo Sono innamorata di Pippa Bacca, chiedimi perché! scritto da Giulia Morello (ed. Castelvecchi)
- Nel 2019 Massimo Baraldi pubblica la raccolta di interviste Tre giorni nella vita (Multimedia Edizioni). Rosalia Pasqualino di Marineo, tra i protagonisti, racconta l'ultima performance della sorella Pippa Bacca.
- Il 6 marzo 2022, nella città di Aprilia, alcune decine di donne, ragazze e bambine, in abito da sposa o da prima comunione, hanno realizzato un flash mob per la pace, contro la guerra e la violenza, con riferimento al conflitto tra Russia e Ucraina. La performance, ispirata a quella di Pippa Bacca, che è stata esplicitamente ricordata durante l'evento, è stata organizzata dal Laboratorio Teatro Finestra di Aprilia.

## Opere
- Le stanze di verzura (2006)
- Adamo ed Eva
- Surgical mutations (2004)
- Il ventre dell'architetto (2003)
- Non calpestate l'Africa (2003)
- Sposa in Viaggio - Bride on Tour (2008)